# Australian Championships 1966
Turniej tenisowy Australian Championships, dziś znany jako wielkoszlemowy Australian Open, rozegrano w 1966 roku w Melbourne w dniach 21–31 stycznia.

## Zwycięzcy

### Gra pojedyncza mężczyzn
- Roy Emerson (AUS) – Arthur Ashe (USA) 6:4, 6:8, 6:2, 6:3

### Gra pojedyncza kobiet
- Margaret Smith Court (AUS) – Nancy Richey Gunter (USA) walkower

### Gra podwójna mężczyzn
- Roy Emerson (AUS)/Fred Stolle (AUS) – John Newcombe (AUS)/Tony Roche (AUS) 7:9, 6:3, 6:8, 14:12, 12:10

### Gra podwójna kobiet
- Carole Caldwell Graebner (USA)/Nancy Richey Gunter (USA) – Margaret Smith Court (AUS)/Lesley Turner Bowrey (AUS) 6:4, 7:5

### Gra mieszana
- Judy Tegart Dalton (AUS)/Tony Roche (AUS) – Robyn Ebbern (AUS)/Bill Bowrey (AUS) 6:1, 6:3